# Observatori de Roma
| Asteroides descoberts: 2 | Asteroides descoberts: 2 |
| ------------------------ | ------------------------ |
| (120097) 2003 EG50       | 10 de març de 2003       |
| (120098) 2003 EJ50       | 10 de març de 2003       |

L'Observatori de Roma, (en italià: Osservatorio Astronomico di Roma) és un observatori astronòmic d'Itàlia que compta amb tres seus: Monte Mario a la ciutat de Roma, en la localitat de Monte Porzio Catone de la província de Roma i a Campo Imperatore a la Província de L'Aquila.

## Seu de Monte Mario
41° 55′ 21″ N, 12° 27′ 9″ E / 41.92250°N,12.45250°E
L'Observatori astronòmic de Roma va ser fundat en aquesta localització el 1938. Actualment és la seu central de l'observatori i l'ocupa també la Presidència i l'Administració de l'Institut Nacional d'Astrofísica italià, INAF.
A les instal·lacions es troba el Museu Copernicà, que conté una important col·lecció d'instruments astronòmics, esfers armil·lars i globus celestes i terrestres. També s'inclou entre les instal·lacions una Torre Solar, recentment restaurada, també dedicada a tasques formatives i divulgatives.
Figura en la Llista de Codis d'Observatoris del Minor Planet Center amb el codi 034.

## Seu de Campo Imperatore
42° 26′ 39″ N, 13° 33′ 29″ E / 42.4442°N,13.5581°E

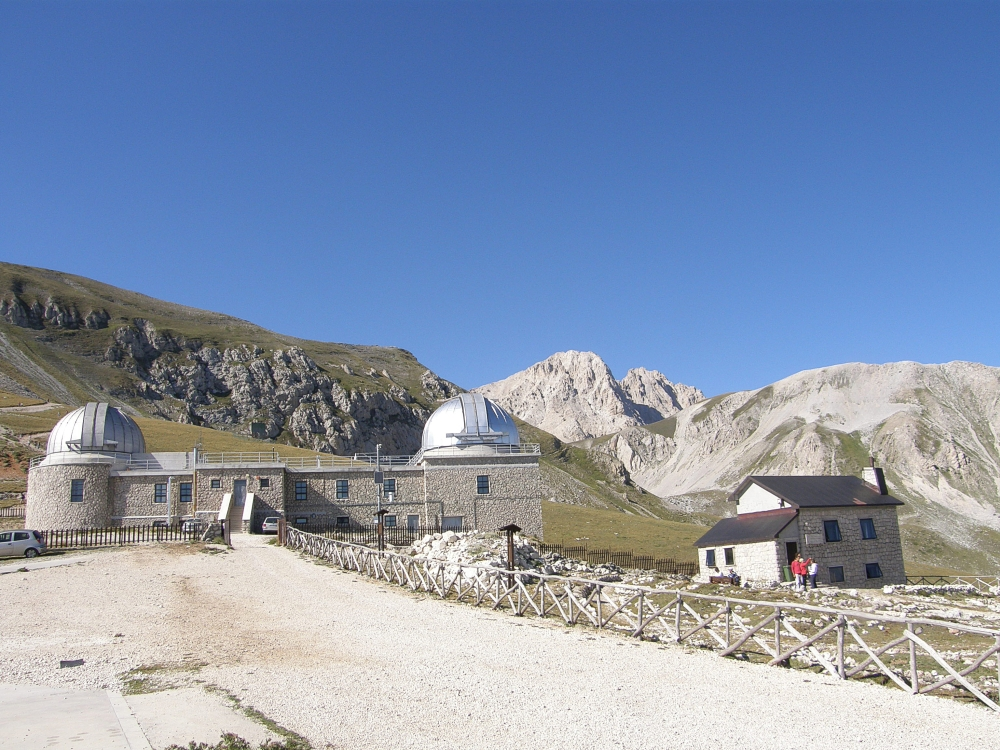
Observatori de Campo Imperatore, Gran Sasso

L'observatori d'aquesta seu està situat a l'altiplà de Campo Imperatore, en els Mons Apenins a 2.150 metres sobre el nivell del mar, als peus del Gran Sasso d'Itàlia i a 100 km de Roma. Va ser construït entre 1948 i 1955, començant a funcionar el 1958. Des d'aquest any ha estat equipat amb un telescopi Schmidt de 60/90 cm de distància focal f/3. El 1997 va ser ampliat amb una segona cúpula que alberga un telescopi per a observacions en l'infraroig d'1,1 metres de diàmetre. Aquesta ampliació es va deure a un conveni de col·laboració amb els observatoris de Teramo i Pulkovo.
Des del 2001 al 2005 es va dur a terme en aquest observatori el projecte de cerca sistemàtica d'asteroides, Campo Imperatore Near-Earth Object Survey, més ben conegut pel seu acrònim CINEOS. L'Observatori de Campo Imperatore-CINEOS figura en la Llista de Codis d'Observatoris del Minor Planet Center amb el codi 599. i és responsable del descobriment de més de 700 asteroides.

## Seu de Monte Porzio Catone
41° 48′ 43″ N, 12° 42′ 19″ E / 41.811869°N,12.705334°E

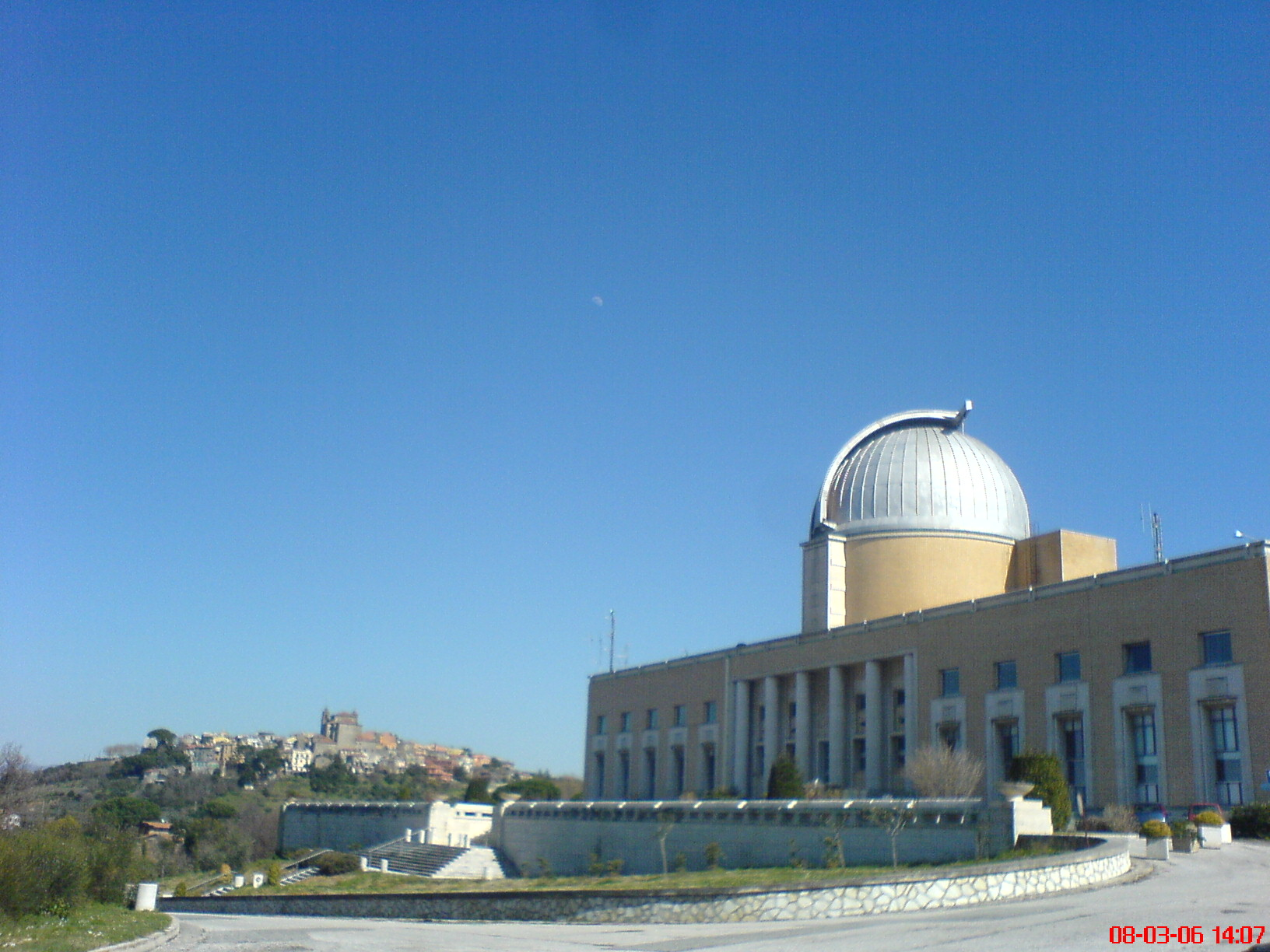
Observatori de Roma. Seu de Monte Porzio Catone.

L'observatori està situat en la localitat de Monte Porzio Catone, a una distància de 20 km de Roma. Es va començar a construir el 1939 amb l'objectiu d'albergar un gran telescopi refractor que complementés a l'existent a la seu de Monte Mario. L'esclat de la Segona Guerra Mundial va retrassar el projecte però l'edifici va ser finalment acabat el 1965. D'estil racionalista està construït sobre una vila romana del segle i. Actualment proporciona programes, exposicions i un telescopi amb finalitats educatives i divulgatives destinades a universitats, escoles i associacions.